# Воложба
Воло́жба — река в Ленинградской области России, правый приток Сяси. Протекает в Бокситогорском и Тихвинском районах.
Длина реки составляет 81 км. Площадь водосборного бассейна — 1350 км².

## География
Река начинается в болоте к западу от деревни Калинецкое, около границы Ленинградской и Новгородской областей. Течёт в общем направлении на северо-запад. В 71 км от устья, по правому берегу впадает река Понырь, в 69 км от устья по левому — Черенка. За ней на левом берегу деревня Рудная Горка, на правом — деревня Мощенка. Ниже Мощенки долина Воложбы населена, крупнейшая из деревень — Колбеки.
Крупные притоки: левые Рагуша (62 км от устья), Дрочиловка (56 км), Лининка (56 км), Теребежка (46 км), правый Пярдомля (29 км).
Воложба протекает в нескольких километрах от Бокситогорска, который остаётся на правом берегу. За Бокситогорском река поворачивает на запад, на левом берегу деревня Жилоток, на правом — Воложба и Плесо.
Устье Воложбы находится на высоте 36 м над уровнем моря в 158 км по правому берегу Сяси, около западной окраины деревни Плесо.
По мнению археолога В. И. Равдоникаса один из вариантов Волжско-Балтийского пути (из варяг в арабы) проходил по реке Сяси, Воложбе, волока до реки Чагоды, принадлежащей к волжскому бассейну, Чагодоще, Мологе и Волге до города Булгар. По писцовым книгам середины XVI века известен погост «Климецкой в Колбегах» на реке Воложбе.

## Данные водного реестра
По данным государственного водного реестра России относится к Балтийскому бассейновому округу, водохозяйственный участок реки — Сясь, речной подбассейн реки — Нева и реки бассейна Ладожского озера (без подбассейна Свирь и Волхов, российская часть бассейнов). Относится к речному бассейну реки Нева (включая бассейны рек Онежского и Ладожского озера).
Код объекта в государственном водном реестре — 01040300112102000018082.